# Address (lenguaje de programación)
El lenguaje de programación Address (en ruso: Адресный язык программирования; en ucraniano: Адресна мова програмування) es uno de los primeros lenguajes de programación de alto nivel del mundo. Fue creado en 1955 por Kateryna Yushchenko. Address hizo posible el direccionamiento indirecto y las direcciones de más alto rango – análogo a los punteros.
A diferencia de los lenguajes Fortran y ALGOL 60, APL (lenguaje de programación de direcciones, en inglés, Address programming language) admite direccionamiento indirecto y direccionamiento de rangos superiores. El direccionamiento indirecto es un mecanismo que no apareció en otros lenguajes de programación hasta mucho más tarde (1964 – en PL/1).
El lenguaje Address se implementó en todas las computadoras de primera y segunda generación producidas en la Unión Soviética y tuvo gran influencia en la arquitectura de las computadoras de Kiev, M-20, Dnipro, Ural, Promin y Minsk. Se usó exclusivamente para la solución de problemas económicos, incluyendo la aviación, la exploración espacial, la construcción de maquinaria y el complejo militar, en particular, para calcular las trayectorias de misiles balísticos en vuelo, en las décadas de 1950 y 1960. Las implementaciones se utilizaron durante casi 20 años. Un libro sobre este lenguaje se publicó en Ucrania en 1963 y se tradujo y publicó en Francia en 1974.
El lenguaje de direcciones afectó no solo el desarrollo económico de la Unión Soviética y otros países socialistas, sino también a las tecnologías de la información y la programación de todo el mundo. Las ideas y herramientas propuestas e implementadas por este lenguaje se pueden encontrar en muchos campos relacionados con la programación, como tipos de datos abstractos, programación orientada a objetos, programación funcional, programación lógica, bases de datos e inteligencia artificial.